# CRYAMY
CRYAMY（クリーミー）は、日本の4人組ロックバンドである。

## メンバー
- カワノ（ボーカル・ギター）

バンドにおける作詞作曲を担っている。バンド結成前は場末の居酒屋やスナック、路上での弾き語り活動を主に行っていた。
使用ギターはフェンダー・ジャパンのjaguar。しかし、幾度となく改造を施されており、原型となるパーツはほぼないと言われている。また、ライブでのプレイ中にヘッドが砕けてしまったのをそのままにしている。
ライブではルコックやアディダスのブルゾンやセットアップジャージを好んで着用しており、裸足でプレイする。
パーマをかけたが、ファンからは不評だっため以降かけていない。
インスタグラムに不定期で長文の日記を投稿している。その中で、トホホ…などの特有のワードを好んで用いている。
2024年6月16日日比谷野外大音楽堂でのライブ終了後に脱退を発表。
- フジタ レイ（ギター）

大阪府出身で、過去アメリカへの渡航経験があり、帰国後上京してCRYAMYに加入した。
使用ギターはテレキャスター。リアがハムバッカー仕様になっており、ピックガードが取り外された真っ黒なモデルになっている。ファズを多用したノイジーなプレイを得意としている。
- タカハシ コウキ（ベース・コーラス）

CRYAMYには最も遅く加入し、彼の加入と同時にCRYAMYは活動を再開した。「CRYAMY#2」には名前がクレジットされており、当作のレコーディング時点ではメンバーだった模様。
- オオモリ ユウト（ドラムス）

最初にカワノから誘いを受けてバンドに加入した。以後2年ほど、カワノとは二人きりでスタジオに入り、曲を作っていた関係。

## 概要・経歴

### 2017-現在: バンド結成から1st singleまで
2017年 弾き語りで活動していたカワノがオオモリユウトをドラマーとして誘う。その後ギターとしてフジタレイがバンドに参加する。バンド名の由来は「cream」にちなんだ名をつけようとしたカワノのスペルミスから。
同年11月 demo CRYAMY#1を会場限定にてリリースすると同時に単発のライブを数回行うも活動を休止する。
2018年5月 ベーシストとしてタカハシコウキが加入し、同年6月よりライブ活動を再開、単発で数回のライブを行う。
2018年8月 自主制作にて1st ep「CRYAMY#2」をライブ会場にて販売開始する。初回販売分300枚が即完。
2018年9月 TOKYO CALLINGに出演、その後もBASEMENT-TIMES online store開設記念ツーマン（w/PK Shampoo）をソールドさせるなど、活動が活発化する。
2018年12月 1st ep「CRYAMY#2」を合計1500枚売り上げ廃盤に。現在は高額での転売が相次ぎ、定価での入手は困難を極めている。
2019年4月 1st single「crybaby」リリース。合わせてリリースパーティー「LIVE#1」が行われることが発表された。ゲストアクトとして盟友であるPK shampoo、時速36km、Hue`sを招き、ソールドアウト。（チケットは即時ソールドアウトとなり、ゲストアクト解禁前にすでにチケットは売り切れていた）
2019年6月 「crybaby」リリースツアーを東名阪で開催。ツアーファイナルは下北沢DaisyBarにて初ワンマンライブ「CRYAMYとわたし」を行い、即日ソールドアウトさせる。この日のライブにて、次回作「CRYAMY#2」のリリースが発表される。
2019年10月、PK shampooとのスプリットツアーで福岡、仙台、北海道の3カ所を回り、ツアーファイナルの下北沢SHELTERはソールドアウト。また、このライブにて12/25に2nd EP「CRYAMY #3」の発売を発表。合わせて新代田FEVERワンマンをファイナル公演とした「月世界旅行ツアー」を回ることを発表した。

### 2019-2021: 2nd EPから1st Full Albumまで
2019年12月、2nd EP「CRYAMY#3」リリース。
2020年2月、「CRYAMY#3」リリースツアー「月世界旅行記」のツアー7本目、仙台マカナにて、新型コロナウイルス感染拡大の影響により参加できなかった人を対象に払い戻しを行った。翌日、「CRYAMY#3」リリースツアー「月世界旅行記 -EXTRA-」として栃木、新潟で追加公演が発表された。
2020年3月、新型コロナウイルス感染拡大防止の為、「CRYAMY#3」リリースツアー「月世界旅行記」大阪、東京公演の中止・延期が発表された。
またカワノのインスタライブにて、6/23に2nd SINGLE「GUIDE」の発売が発表された。またリリースツアーの開催が発表された。
2020年4月、「CRYAMY#3」のリリースツアー「月世界旅行記」を終えることができなかった為公演タイトルを変え、宇都宮、新潟にてCRYAMY presents「ソユーズ11号」の開催が決定するも、後に新型コロナウイルス感染拡大防止の為、中止・延期の発表がされた。また2nd SINGLE「GUIDE」のリリースツアー「ぽつねん」の開催を発表。
2020年6月、延期となっていた「月世界旅行記」の堺FANDANGO 公演の再延期が発表された後日再延期に伴い、6/13配信にて無観客ワンマンライブCRYAMY presents「100分」を行うことが発表された。
また会場、通信販売を予定していた2nd SINGLE 「GUIDE」の会場販売を行わず、通信販売のみでの販売することを発表した。
2nd SINGLE「GUIDE」のリリースツアー「ぽつねん」3公演が新型コロナウイルス感染拡大防止の為、延期となった。
同月、通販にて2nd Single「GUIDE」の予約開始と同時に1st Single 「crybaby」、2nd EP「CRYAMY#3」の通販販売が開始し、「crybaby」が廃盤となった。
2020年10月、11/11に3rd Single 「YOUR SONG」の発売を発表。
2021年1月、3/3に1st Full Album 「CRYAMY -red album」の発売を発表。
2021年3月、約1年振りとなる全国ツアー、1st Full Album「CRYAMY -red album-」リリースツアー「建国物語」の開催を発表。

## ミュージックビデオ
| 監督                                | タイトル         | 備考                                       |
| ----------------------------------- | ---------------- | ------------------------------------------ |
| 不明                                | 「テリトリアル」 |                                            |
| 村井佑衣                            | 「普通」         | ［撮影］山崎肇                             |
| 不明                                | 「ディスタンス」 |                                            |
| 不明                                | ｢crybaby｣        | ［撮影］サトウミズキ［編集］ヤマトパンクス |
| 不明                                | 「物臭」         | ［撮影］サトウミズキ                       |
| miura                               | 「月面旅行｣      | ［撮影］rio nakamura、arayu、miura         |
| 不明                                | ｢プラネタリウム｣ | ［撮影/編集］川井景介                      |
| ［監督/撮影］miura                  | ｢誰そ彼｣         |                                            |
| ［監督/撮影］サマーエンドブルーリオ | 「まほろば」     |                                            |
| 不明                                | 「くらし」       |                                            |
| 不明                                | 「HAVEN」        | ［撮影/編集］miura ento                    |